# 1. ŽNL Osječko-baranjska 2013./14.
Prvenstvo je osvojio NK Slavonac Tenja. Pored njega plasman u Međužupanijsku ligu Osijek – Vinkovci je izborilo i NK Jedinstvo Donji Miholjac. iz lige su u 2. ŽNL Osječko-baranjsku ispali: NK Slavonac Ladimirevci, NK Mladost Đakovačka Satnica i NK BSK Termia Bizovac.

## Tablica
| Mj. | Klub                         | Sus. | Pobj. | Nerj. | Por. | GR.   | Bod.       |
| --- | ---------------------------- | ---- | ----- | ----- | ---- | ----- | ---------- |
| 1.  | NK Slavonac Tenja            | 30   | 23    | 1     | 6    | 75:18 | 70         |
| 2.  | NK Jedinstvo Donji Miholjac  | 30   | 22    | 2     | 6    | 68:23 | 68         |
| 3.  | NK Darda                     | 30   | 20    | 5     | 5    | 84:30 | 65         |
| 4.  | NK Radnički Mece             | 30   | 17    | 7     | 6    | 75:44 | 58         |
| 5.  | NK Borac Kneževi Vinogradi   | 30   | 16    | 7     | 7    | 62:37 | 55         |
| 6.  | HNK Bilje                    | 30   | 13    | 3     | 14   | 51:52 | 42         |
| 7.  | NK Tomislav Livana           | 30   | 12    | 5     | 13   | 50:38 | 41         |
| 8.  | NK Viljevo                   | 30   | 13    | 2     | 15   | 49:49 | 41         |
| 9.  | NK Elektra Osijek            | 30   | 11    | 6     | 13   | 60:57 | 38 (-1) ↓1 |
| 10. | NK Mursa-Zanatlija Osijek    | 30   | 9     | 9     | 12   | 59:53 | 36         |
| 11. | NK Croatia Velimirovac       | 30   | 8     | 10    | 12   | 49:60 | 34         |
| 12. | NK Kešinci                   | 30   | 9     | 4     | 17   | 32:79 | 31         |
| 13. | NK Motičina Donja Motičina   | 30   | 8     | 6     | 16   | 52:89 | 30         |
| 14. | NK Slavonac Ladimirevci      | 30   | 7     | 3     | 20   | 39:63 | 24         |
| 15. | NK Mladost Đakovačka Satnica | 30   | 6     | 6     | 18   | 39:84 | 24         |
| 16. | NK BSK Termia Bizovac        | 30   | 5     | 6     | 19   | 26:94 | 21         |

## Rezultati
| NK Elektra Osijek - NK Mladost Đakovačka Satnica 5:1 NK Mursa-Zanatlija Osijek - NK Motičina Donja Motičina 4:2 NK Darda - NK BSK Termia Bizovac 3:0 NK Borac Kneževi Vinogradi - NK Croatia Velimirovac 2:2 NK Kešinci - NK Tomislav Livana 2:1 NK Slavonac Ladimirevci - NK Radnički Mece 2:2 NK Viljevo - NK Slavonac Tenja 0:1 NK Jedinstvo Donji Miholjac - HNK Bilje 0:2 | NK Jedinstvo Donji Miholjac - NK Viljevo 1:0 NK Slavonac Tenja - NK Slavonac Ladimirevci 2:0 NK Radnički Mece - NK Kešinci 2:1 NK Tomislav Livana - NK Borac Kneževi Vinogradi 1:3 NK Croatia Velimirovac - NK Darda 1:0 NK BSK Termia Bizovac - NK Mursa-Zanatlija Osijek 1:0 NK Motičina Donja Motičina - NK Elektra Osijek 3:2 HNK Bilje - NK Mladost Đakovačka Satnica 5:0    | NK Slavonac Ladimirevci - NK Jedinstvo Donji Miholjac 2:3 NK Kešinci - NK Slavonac Tenja 1:8 NK Borac Kneževi Vinogradi - NK Radnički Mece 0:0 NK Darda - NK Tomislav Livana 1:0 NK Mursa-Zanatlija Osijek - NK Croatia Velimirovac 0:0 NK Elektra Osijek - NK BSK Termia Bizovac 5:1 NK Mladost Đakovačka Satnica - NK Motičina Donja Motičina 3:2 NK Viljevo - HNK Bilje 2:1    |
| NK Jedinstvo Donji Miholjac - NK Kešinci 5:0 NK Viljevo - NK Slavonac Ladimirevci 4:0 NK Slavonac Tenja - NK Borac Kneževi Vinogradi 2:0 NK Radnički Mece - NK Darda 1:1 NK Tomislav Livana - NK Mursa-Zanatlija Osijek 2:0 NK Croatia Velimirovac - NK Elektra Osijek 2:5 NK BSK Termia Bizovac - NK Mladost Đakovačka Satnica 2:3 HNK Bilje - NK Motičina Donja Motičina 2:2 | NK Borac Kneževi Vinogradi - NK Jedinstvo Donji Miholjac 2:2 NK Kešinci - NK Viljevo 2:1 NK Darda - NK Slavonac Tenja 2:1 NK Mursa-Zanatlija Osijek - NK Radnički Mece 2:2 NK Elektra Osijek - NK Tomislav Livana 2:2 NK Mladost Đakovačka Satnica - NK Croatia Velimirovac 2:2 NK Motičina Donja Motičina - NK BSK Termia Bizovac 4:2 NK Slavonac Ladimirevci - HNK Bilje 0:2    | NK Jedinstvo Donji Miholjac - NK Darda 0:1 NK Viljevo - NK Borac Kneževi Vinogradi 4:3 NK Slavonac Ladimirevci - NK Kešinci 0:2 NK Slavonac Tenja - NK Mursa-Zanatlija Osijek 3:0 NK Radnički Mece - NK Elektra Osijek 2:4 NK Tomislav Livana - NK Mladost Đakovačka Satnica 1:1 NK Croatia Velimirovac - NK Motičina Donja Motičina 0:0 HNK Bilje - NK BSK Termia Bizovac 2:1    |
| NK Mursa-Zanatlija Osijek - NK Jedinstvo Donji Miholjac 0:2 NK Darda - NK Viljevo 5:0 NK Borac Kneževi Vinogradi - NK Slavonac Ladimirevci 2:0 NK Elektra Osijek - NK Slavonac Tenja 0:1 NK Mladost Đakovačka Satnica - NK Radnički Mece 2:8 NK Motičina Donja Motičina - NK Tomislav Livana 0:4 NK BSK Termia Bizovac - NK Croatia Velimirovac 1:1 NK Kešinci - HNK Bilje 1:0 | NK Jedinstvo Donji Miholjac - NK Elektra Osijek 0:1 NK Viljevo - NK Mursa-Zanatlija Osijek 2:0 NK Slavonac Ladimirevci - NK Darda 2:0 NK Kešinci - NK Borac Kneževi Vinogradi 0:1 NK Slavonac Tenja - NK Mladost Đakovačka Satnica 2:1 NK Radnički Mece - NK Motičina Donja Motičina 2:1 NK Tomislav Livana - NK BSK Termia Bizovac 4:0 HNK Bilje - NK Croatia Velimirovac 1:1    | NK Mladost Đakovačka Satnica - NK Jedinstvo Donji Miholjac 1:3 NK Elektra Osijek - NK Viljevo 3:1 NK Mursa-Zanatlija Osijek - NK Slavonac Ladimirevci 3:1 NK Darda - NK Kešinci 7:0 NK Motičina Donja Motičina - NK Slavonac Tenja 1:0 NK BSK Termia Bizovac - NK Radnički Mece 1:1 NK Croatia Velimirovac - NK Tomislav Livana 3:0 NK Borac Kneževi Vinogradi - HNK Bilje 0:1    |
| NK Jedinstvo Donji Miholjac - NK Motičina Donja Motičina 6:1 NK Viljevo - NK Mladost Đakovačka Satnica 4:0 NK Slavonac Ladimirevci - NK Elektra Osijek 4:3 NK Kešinci - NK Mursa-Zanatlija Osijek 1:1 NK Borac Kneževi Vinogradi - NK Darda 1:1 NK Slavonac Tenja - NK BSK Termia Bizovac 6:0 NK Radnički Mece - NK Croatia Velimirovac 4:0 HNK Bilje - NK Tomislav Livana 3:0 | NK BSK Termia Bizovac - NK Jedinstvo Donji Miholjac 1:2 NK Motičina Donja Motičina - NK Viljevo 4:1 NK Mladost Đakovačka Satnica - NK Slavonac Ladimirevci 1:5 NK Elektra Osijek - NK Kešinci 2:2 NK Mursa-Zanatlija Osijek - NK Borac Kneževi Vinogradi 0:1 NK Croatia Velimirovac - NK Slavonac Tenja 1:1 NK Tomislav Livana - NK Radnički Mece 0:2 NK Darda - HNK Bilje 3:0    | NK Jedinstvo Donji Miholjac - NK Croatia Velimirovac 2:0 NK Viljevo - NK BSK Termia Bizovac 1:0 NK Slavonac Ladimirevci - NK Motičina Donja Motičina 2:1 NK Kešinci - NK Mladost Đakovačka Satnica 2:0 NK Borac Kneževi Vinogradi - NK Elektra Osijek 3:0 NK Darda - NK Mursa-Zanatlija Osijek 5:1 NK Slavonac Tenja - NK Tomislav Livana 2:0 HNK Bilje - NK Radnički Mece 1:4    |
| NK Tomislav Livana - NK Jedinstvo Donji Miholjac 2:0 NK Croatia Velimirovac - NK Viljevo 3:2 NK BSK Termia Bizovac - NK Slavonac Ladimirevci 3:1 NK Motičina Donja Motičina - NK Kešinci 7:0 NK Mladost Đakovačka Satnica - NK Borac Kneževi Vinogradi 1:6 NK Elektra Osijek - NK Darda 1:4 NK Radnički Mece - NK Slavonac Tenja 1:0 NK Mursa-Zanatlija Osijek - HNK Bilje 0:4 | NK Jedinstvo Donji Miholjac - NK Radnički Mece 3:2 NK Viljevo - NK Tomislav Livana 2:0 NK Slavonac Ladimirevci - NK Croatia Velimirovac 1:1 NK Kešinci - NK BSK Termia Bizovac 0:0 NK Borac Kneževi Vinogradi - NK Motičina Donja Motičina 3:1 NK Darda - NK Mladost Đakovačka Satnica 4:0 NK Mursa-Zanatlija Osijek - NK Elektra Osijek 1:1 HNK Bilje - NK Slavonac Tenja 2:3    | NK Slavonac Tenja - NK Jedinstvo Donji Miholjac 4:2 NK Radnički Mece - NK Viljevo 3:1 NK Tomislav Livana - NK Slavonac Ladimirevci 3:0 NK Croatia Velimirovac - NK Kešinci 4:1 NK BSK Termia Bizovac - NK Borac Kneževi Vinogradi 0:2 NK Motičina Donja Motičina - NK Darda 2:2 NK Mladost Đakovačka Satnica - NK Mursa-Zanatlija Osijek 3:1 NK Elektra Osijek - HNK Bilje 1:1    |
| NK Mladost Đakovačka Satnica - NK Elektra Osijek 1:6 NK Motičina Donja Motičina - NK Mursa-Zanatlija Osijek 0:5 NK BSK Termia Bizovac - NK Darda 0:3 NK Croatia Velimirovac - NK Borac Kneževi Vinogradi 1:3 NK Tomislav Livana - NK Kešinci 2:0 NK Radnički Mece - NK Slavonac Ladimirevci 3:0 NK Slavonac Tenja - NK Viljevo 1:0 HNK Bilje - NK Jedinstvo Donji Miholjac 0:2 | NK Viljevo - NK Jedinstvo Donji Miholjac 1:0 NK Slavonac Ladimirevci - NK Slavonac Tenja 0:1 NK Kešinci - NK Radnički Mece 0:4 NK Borac Kneževi Vinogradi - NK Tomislav Livana 2:2 NK Darda - NK Croatia Velimirovac 3:0 NK Mursa-Zanatlija Osijek - NK BSK Termia Bizovac 5:0 NK Elektra Osijek - NK Motičina Donja Motičina 0:2 NK Mladost Đakovačka Satnica - HNK Bilje 1:3    | NK Jedinstvo Donji Miholjac - NK Slavonac Ladimirevci 2:1 NK Slavonac Tenja - NK Kešinci 0:1 NK Radnički Mece - NK Borac Kneževi Vinogradi 1:3 NK Tomislav Livana - NK Darda 0:2 NK Croatia Velimirovac - NK Mursa-Zanatlija Osijek 1:1 NK BSK Termia Bizovac - NK Elektra Osijek 1:1 NK Motičina Donja Motičina - NK Mladost Đakovačka Satnica 3:3 HNK Bilje - NK Viljevo 3:0    |
| NK Kešinci - NK Jedinstvo Donji Miholjac 0:3 NK Slavonac Ladimirevci - NK Viljevo 0:0 NK Borac Kneževi Vinogradi - NK Slavonac Tenja 3:1 NK Darda - NK Radnički Mece 1:2 NK Mursa-Zanatlija Osijek - NK Tomislav Livana 0:0 NK Elektra Osijek - NK Croatia Velimirovac 3:2 NK Mladost Đakovačka Satnica - NK BSK Termia Bizovac 3:0 NK Motičina Donja Motičina - HNK Bilje 2:1 | NK Jedinstvo Donji Miholjac - NK Borac Kneževi Vinogradi 1:0 NK Viljevo - NK Kešinci 4:0 NK Slavonac Tenja - NK Darda 4:0 NK Radnički Mece - NK Mursa-Zanatlija Osijek 3:3 NK Tomislav Livana - NK Elektra Osijek 0:0 NK Croatia Velimirovac - NK Mladost Đakovačka Satnica 3:1 NK BSK Termia Bizovac - NK Motičina Donja Motičina 2:2 HNK Bilje - NK Slavonac Ladimirevci 3:0    | NK Darda - NK Jedinstvo Donji Miholjac 0:0 NK Borac Kneževi Vinogradi - NK Viljevo 2:0 NK Kešinci - NK Slavonac Ladimirevci 1:0 NK Mursa-Zanatlija Osijek - NK Slavonac Tenja 1:3 NK Elektra Osijek - NK Radnički Mece 2:3 NK Mladost Đakovačka Satnica - NK Tomislav Livana 0:1 NK Motičina Donja Motičina - NK Croatia Velimirovac 4:2 NK BSK Termia Bizovac - HNK Bilje 1:0    |
| NK Jedinstvo Donji Miholjac - NK Mursa-Zanatlija Osijek 2:0 NK Viljevo - NK Darda 2:3 NK Slavonac Ladimirevci - NK Borac Kneževi Vinogradi 1:3 NK Slavonac Tenja - NK Elektra Osijek 2:0 NK Radnički Mece - NK Mladost Đakovačka Satnica 1:0 NK Tomislav Livana - NK Motičina Donja Motičina 3:1 NK Croatia Velimirovac - NK BSK Termia Bizovac 7:0 HNK Bilje - NK Kešinci 0:2 | NK Elektra Osijek - NK Jedinstvo Donji Miholjac 0:1 NK Mursa-Zanatlija Osijek - NK Viljevo 4:1 NK Darda - NK Slavonac Ladimirevci 6:1 NK Borac Kneževi Vinogradi - NK Kešinci 4:0 NK Mladost Đakovačka Satnica - NK Slavonac Tenja 0:2 NK Motičina Donja Motičina - NK Radnički Mece 3:3 NK BSK Termia Bizovac - NK Tomislav Livana 1:5 NK Croatia Velimirovac - HNK Bilje 0:1    | NK Jedinstvo Donji Miholjac - NK Mladost Đakovačka Satnica 3:1 NK Viljevo - NK Elektra Osijek 3:0 ↓2 NK Slavonac Ladimirevci - NK Mursa-Zanatlija Osijek 1:4 NK Kešinci - NK Darda 2:5 NK Slavonac Tenja - NK Motičina Donja Motičina 7:0 NK Radnički Mece - NK BSK Termia Bizovac 8:0 NK Tomislav Livana - NK Croatia Velimirovac 8:2 HNK Bilje - NK Borac Kneževi Vinogradi 1:0 |
| NK Motičina Donja Motičina - NK Jedinstvo Donji Miholjac 0:4 NK Mladost Đakovačka Satnica - NK Viljevo 0:0 NK Elektra Osijek - NK Slavonac Ladimirevci 2:1 NK Mursa-Zanatlija Osijek - NK Kešinci 7:1 NK Darda - NK Borac Kneževi Vinogradi 2:1 NK BSK Termia Bizovac - NK Slavonac Tenja 0:4 NK Croatia Velimirovac - NK Radnički Mece 3:1 NK Tomislav Livana - HNK Bilje 2:1 | NK Jedinstvo Donji Miholjac - NK BSK Termia Bizovac 11:0 NK Viljevo - NK Motičina Donja Motičina 4:0 NK Slavonac Ladimirevci - NK Mladost Đakovačka Satnica 4:0 NK Kešinci - NK Elektra Osijek 1:3 NK Borac Kneževi Vinogradi - NK Mursa-Zanatlija Osijek 5:3 NK Slavonac Tenja - NK Croatia Velimirovac 1:0 NK Radnički Mece - NK Tomislav Livana 3:2 HNK Bilje - NK Darda 2:5   | NK Croatia Velimirovac - NK Jedinstvo Donji Miholjac 0:3 NK BSK Termia Bizovac - NK Viljevo 0:5 NK Motičina Donja Motičina - NK Slavonac Ladimirevci 0:4 NK Mladost Đakovačka Satnica - NK Kešinci 2:0 NK Elektra Osijek - NK Borac Kneževi Vinogradi 3:0 NK Mursa-Zanatlija Osijek - NK Darda 0:0 NK Tomislav Livana - NK Slavonac Tenja 0:2 NK Radnički Mece - HNK Bilje 2:1    |
| NK Jedinstvo Donji Miholjac - NK Tomislav Livana 1:0 NK Viljevo - NK Croatia Velimirovac 4:1 NK Slavonac Ladimirevci - NK BSK Termia Bizovac 1:2 NK Kešinci - NK Motičina Donja Motičina 5:0 NK Borac Kneževi Vinogradi - NK Mladost Đakovačka Satnica 2:2 NK Darda - NK Elektra Osijek 4:1 NK Slavonac Tenja - NK Radnički Mece 5:0 HNK Bilje - NK Mursa-Zanatlija Osijek 3:7 | NK Radnički Mece - NK Jedinstvo Donji Miholjac 1:2 NK Tomislav Livana - NK Viljevo 5:0 NK Croatia Velimirovac - NK Slavonac Ladimirevci 4:3 NK BSK Termia Bizovac - NK Kešinci 4:2 NK Motičina Donja Motičina - NK Borac Kneževi Vinogradi 2:3 NK Mladost Đakovačka Satnica - NK Darda 3:1 NK Elektra Osijek - NK Mursa-Zanatlija Osijek 0:3 ↓3 NK Slavonac Tenja - HNK Bilje 6:0 | NK Jedinstvo Donji Miholjac - NK Slavonac Tenja 2:0 NK Viljevo - NK Radnički Mece 0:4 NK Slavonac Ladimirevci - NK Tomislav Livana 2:0 NK Kešinci - NK Croatia Velimirovac 2:2 NK Borac Kneževi Vinogradi - NK BSK Termia Bizovac 2:2 NK Darda - NK Motičina Donja Motičina 10:2 NK Mursa-Zanatlija Osijek - NK Mladost Đakovačka Satnica 3:3 HNK Bilje - NK Elektra Osijek 5:4   |